# BO Гончих Псов
BO Гончих Псов (лат. BO Canum Venaticorum) — двойная затменная переменная звезда типа W Большой Медведицы (EW) в созвездии Гончих Псов на расстоянии приблизительно 960 световых лет (около 294 парсек) от Солнца. Визуальная звёздная величина звезды — от +10,41m до +9,48m. Орбитальный период — около 0,5175 суток (12,419 часа). Возраст звезды определён как около 1,612 млрд лет.
Открыта Тармо Oя в 1989 году***.

## Характеристики
Первый компонент — жёлто-белая звезда спектрального класса A5, или F0. Масса — около 1,16 солнечной, радиус — около 1,62 солнечного, светимость — около 5,53 солнечной. Эффективная температура — около 6980 K.
Второй компонент — жёлто-белая звезда спектрального класса F-A. Масса — около 0,39 солнечной, радиус — около 1 солнечного, светимость — около 2,38 солнечной. Эффективная температура — около 7191 K.